# شرح الأسماء الحسنى (السنوسي)
شرح الأسماء الحسنى هو كتاب للإمام محمد بن يوسف السنوسي (ت. 895 هـ) عبارة عن رسالة مختصرة في شرح أسماء الله الحسنى وكيفية العمل بها.

## التعريف بالكتاب
تحدث الإمام السنوسي عن قضية الصفات، وقرر أن مذهب أهل السنة هو جعل الأحكام السبعة المعنوية [أي كونه تعالى حيّا عَليما مُريدا قَادرا سميَعا بَصيرا مُتكلما] ملازمة لصفات أخرى وجودية تقوم بذاته تعالى تسمى صفات المعاني، وهي: القدرة والإرادة والعلم والحياة والسمع والبصر والكلام. وبعد أن قرر هذا، رد على المعتزلة المنكرين لصفات المعاني، والفلاسفة المنكرين لجميع الصفات، منبها في ذلك على الاحتياط في الإطلاقات اللفظية المتعلقة بالصفات، بحيث إنه لا يصح أن نطلق عليها في العبارة، أنها غير ذاته، أو مخالفة لها، أو أن يقال أنها عين الذات، لِما يوهمه الأولان من صحة العدم والمفارقة، ولِما يقتضيه الثالث من نفي الصفات واتحادها مع الذات.

## مقدمة الكتاب
قال الإمام السنوسي في مقدمة كتابه ما نصّه: «الحمد لله حق حمده، والصلاة والسلام على سيدنا ومولانا محمد نبيه وعبده. وبعد، فهذه جملة مختصرة في شرح أسماء الله الحسنى، وكيفية العمل بها، حتى يجمع العبد الناظر في هذه الجملة بين المعرفة بالله والعمل بأحكام الله، وذلك كفيل بالسعادة الأخروية على حسب ما نص عليه الصادق والمصدق - صلوات الله وسلامه عليه - في قوله: (إن لله تسعة وتسعين اسما، مائة إلا واحدا، من أحصاها دخل الجنة)، قيل أحصاها علما وعملا. وهذه الجملة المختصرة وافية ببيان الأمرين بفضل الله تعالى، نسأل الله تعالى أن ينفع بها مؤلفها وناظرها بجاه أشرف خلقه سيدنا ومولانا محمد صلوات الله وسلامه عليه.»
ثم ابتدأ العلامة السنوسي في شرح أسماء الله التسعة والتسعين ابتداءا من اسم الجلالة (الله) و(الرحمن) و(الرحيم)، إلى نهايتها باسم الله (الصبور)، مع زيادة اسم الله (الأحد)، فبلغ بذلك مائة وواحد من أسماء الله الحسنى، شرحا مختصرا معرفا به مما يتضح به معناه، ويجمع خصائصه، ومبينا حظ العبد من كل معاني هذه الأسماء وما يجب على العبد تجاهها.

## تعريفات بعض الأسماء
يقول الإمام السنوسي في شرح الأسماء الحسنى:

### الله
«هو اسم علم على الإله الواجب الوجود المعبود بحق. وحظ العبد منه دوام التعلق به في الظاهر والباطن، والفناء به عن كل ما سواه تبارك وتعالى؛ لأنه لما كان اسما جامعا للذات والصفات والأفعال امتحى من القلب عند استحضار كمال هذه الثلاثة العديمة المثال في حقه تعالى كل ما عداه - تبارك وتعالى - من الذوات والصفات والأفعال. ولهذا كان هذا الاسم الأعظم، الفرد الجامع، ذكرا لأصحاب الفناء والبقاء. نسأله سبحانه أن يمنَّ علينا بما منَّ به عليهم بلا محنة.»

### الملك
«هو الذي له كمال القدرة والاستقلال بالتصرف العام بلا حجر، وله الأمر المطاع والنهي المتبع والوعد والوعيد والجزاء بالثواب والعقاب بلا معارض ولا معاند. وحظ العبد منه لزوم الخدمة والمذلة والتعظيم والمخافة والرجاء والحياء، مع الوقوف بالباب، ورفع الهمة عن جميع الأكوان بالانتماء إلى عليِّ ذلك الجانب.»

### الخالق
«هو المقدِّر لجميع الكائنات بمشيئته، وقيل: هو المبدع لجميعها بقدرته. وحظ العبد منه إسقاط تدبيره ومشيئته لعدم انقياد الكائنات لهما، والتعلق بتدبير المولى- تبارك وتعالى- ومشيئته النافذة.»

### السميع
«هو الذي انكشف كل موجود لصفة سمعه، كان ذلك الموجود كلاما أو غيره، قديما كان أو حادثا. وحظ العبد منه صون ظاهره وباطنه من كل ما يستحيي أن ينكشف لسمع مولانا- تبارك وتعالى.»

### الواحدوالأحد
«معناهما متقارب، والواحد هو الذي لا يصح عليه التركيب ولا يقبل الانقسام، ويتعالى على النظير وصفات الأجرام. وحظ العبد منهما إفراد ظاهره وباطنه لمولاه، فلا يذكر ولا يتحرك ولا يسكن ولا يتصرف عموما بقصد سواه.»

### القادروالمقتدر
«هما بمعنى واحد، إلا أن في لفظ المقتدر زيادة مبالغة، ومعناهما: الذي له القدرة والاقتدار؛ أي المتمكن بلا معالجة ولا واسطة من إيجاد كل ممكن وإعدامه. وقد يقال: المقتدر أخص من القادر؛ فيكون معناه: المتمكن من التأثير والفعل بواسطة الأسباب العادية كالملائكة ونحوهم وإن لم يكن لتلك الأسباب أثر ألبتة، فيكون من توابع الملك.. وحظ العبد منهما التحقق بعجز نفسه وعجز العوالم كلها عن إبداء أثر ما، والإيواء بكلية القلب إلى المولى القادر، عاكفا على ذكره ومحبته وطاعته.»

### الأولوالآخر
«معناهما: الموجود قبل وجود كل ما سواه، والباقي بعد فناء ما عداه، ومن لازمهما وجوب وجوده تبارك وتعالى، إذ لو جاز وجوده- تعالى عن ذلك- لكان وجوده حادثا فيفتقر إلى محدث يجب أن يسبق وجوده عليه، ويتأخر وجوده عن عدمه، فتنتفي حينئذ الأولية والآخرية، وهما واجبان له تبارك وتعالى. وحظ العبد منهما صرف وجهة القلب عن كل ما سواه – تبارك وتعالى- بالتوكل والاعتماد، لعلمه بإحاطة العدم بكل ما سواه- جل وعلا- سابقا ولاحقا، وقصر المنة والذكر والعبادة على المولى العظيم الرب الأول الآخر جل وعلا.»

### الغني
«هو المتصف بسعة الكمال الذي لا نهاية له في الذات والصفات والأفعال، فلا حاجة له إلى شيء في ذاته ولا صفاته لوجوبهما واستحالة النقص فيهما، ولا حاجة له في فعل جميع الممكنات إلى وزير أو معين أو واسطة ألبتة. وحظ العبد منه أن يتمسك في جميع أحواله بالفقر الضروري إلى مولاه الغني، وليقطع طمعه من نفسه ومن كل مخلوق على الدوام لعموم الفقر التام اللازم لكل ما سواه تعالى، وتعلق الفقير تضييع وقت وعناء بلا فائدة.»

### الهادي
«هو المرشد خلقه وسائقهم إلى منافعهم الدينية والدنيوية، إما بشعور منهم أو بغير شعور كما في حق الأطفال والبهائم والعقلاء في كثير من الأمور. وحظ العبد منه قريب من الذي قبله.»

## خاتمة الكتاب
يقول الإمام السنوسي في خاتمة كتابه ما نصّه: «نسأله سبحانه أن يمن علينا بحسن الخاتمة والوفاة على أعلى درجات الإيمان، ويجمعنا مع الآباء والأمهات والإخوة والأحبة والزوجات والذرية في دار النعيم بلا محنة ولا عتاب ولا عقوبة ولا هوان، بفضله وإحسانه.»

## وصلات خارجية
- كتاب شرح الأسماء الحسنى للسنوسي - المكتبة الإسلامية الحديثة